# Grand Prix Południowej Afryki 1968
Grand Prix Południowej Afryki 1968 (oryg. South African Grand Prix) – pierwsza runda Mistrzostw Świata Formuły 1 w sezonie 1968, która odbyła się 1 stycznia 1968, po raz drugi na torze Kyalami.
14. Grand Prix Południowej Afryki, piąte zaliczane do Mistrzostw Świata Formuły 1.

## Lista startowa
| Nr | Kierowca             | Zespół                      | Samochód       | Silnik           | Opony |
| -- | -------------------- | --------------------------- | -------------- | ---------------- | ----- |
| 1  | Denny Hulme          | Bruce McLaren Motor Racing  | McLaren M5A    | BRM 3.0 V12      | G     |
| 2  | Jack Brabham         | Brabham Racing Organisation | Brabham BT24   | Repco 3.0 V8     | G     |
| 3  | Jochen Rindt         | Brabham Racing Organisation | Brabham BT24   | Repco 3.0 V8     | G     |
| 4  | Jim Clark            | Team Lotus                  | Lotus 49       | Ford DFV 3.0 V8  | F     |
| 5  | Graham Hill          | Team Lotus                  | Lotus 49       | Ford DFV 3.0 V8  | F     |
| 6  | Dan Gurney           | Anglo American Racers       | Eagle T1G      | Weslake 3.0 V12  | G     |
| 7  | John Surtees         | Honda Racing                | Honda 300      | Honda 3.0 V12    | F     |
| 8  | Chris Amon           | Scuderia Ferrari            | Ferrari 312/67 | Ferrari 3.0 V12  | F     |
| 9  | Jacky Ickx           | Scuderia Ferrari            | Ferrari 312/67 | Ferrari 3.0 V12  | F     |
| 10 | Andrea de Adamich    | Scuderia Ferrari            | Ferrari 312/67 | Ferrari 3.0 V12  | F     |
| 11 | Pedro Rodríguez      | Owen Racing Organisation    | BRM P126       | BRM 3.0 V12      | G     |
| 12 | Mike Spence          | Owen Racing Organisation    | BRM P115       | BRM 3.0 H16      | G     |
| 14 | Brian Redman         | Cooper Car Company          | Cooper T81     | Maserati 3.0 V12 | F     |
| 15 | Ludovico Scarfiotti  | Cooper Car Company          | Cooper T86     | Maserati 3.0 V12 | F     |
| 17 | John Love            | Team Gunston                | Brabham BT20   | Repco 3.0 V8     | F     |
| 18 | Sam Tingle           | Team Gunston                | LDS Mk3        | Repco 3.0 V8     | F     |
| 19 | Jo Siffert           | Rob Walker Racing Team      | Cooper T81     | Maserati 3.0 V12 | F     |
| 20 | Joakim Bonnier       | Joakim Bonnier Racing Team  | Cooper T81     | Maserati 3.0 V12 | F     |
| 21 | Jean-Pierre Beltoise | Matra Sports                | Matra MS7      | Ford FVA 1.6 R4  | D     |
| 22 | Dave Charlton        | Scuderia Scribante          | Brabham BT11   | Repco 3.0 V8     | F     |
| 23 | Jackie Pretorius     | Team Pretoria               | Brabham BT11   | Climax 2.7 R4    | F     |
| 25 | Basil van Rooyen     | John Love                   | Cooper T79     | Climax 2.7 R4    | F     |
| 27 | Jackie Stewart       | Matra International         | Matra MS9      | Ford DFV 3.0 V8  | D     |
| Nr | Kierowca             | Zespół                      | Samochód       | Silnik           | Opony |

## Wyniki

### Kwalifikacje
| P  | Nr | Kierowca             | Konstruktor(-silnik) | Opony | Czas     | Odstęp   | Strata   |
| -- | -- | -------------------- | -------------------- | ----- | -------- | -------- | -------- |
| 1  | 4  | Jim Clark            | Lotus-Ford           | F     | 1:21,600 | -        | -        |
| 2  | 5  | Graham Hill          | Lotus-Ford           | F     | 1:22,600 | 0:01,000 | 0:01,000 |
| 3  | 27 | Jackie Stewart       | Matra-Ford           | D     | 1:22,700 | 0:00,100 | 0:01,100 |
| 4  | 3  | Jochen Rindt         | Brabham-Repco        | G     | 1:23,000 | 0:00,300 | 0:01,400 |
| 5  | 2  | Jack Brabham         | Brabham-Repco        | G     | 1:23,200 | 0:00,500 | 0:01,600 |
| 6  | 7  | John Surtees         | Honda                | F     | 1:23,500 | 0:00,300 | 0:01,900 |
| 7  | 10 | Andrea de Adamich    | Ferrari              | F     | 1:23,600 | 0:00,100 | 0:02,000 |
| 8  | 8  | Chris Amon           | Ferrari              | F     | 1:23,800 | 0:00,200 | 0:02,200 |
| 9  | 1  | Denny Hulme          | McLaren-BRM          | G     | 1:24,000 | 0:00,200 | 0:02,400 |
| 10 | 11 | Pedro Rodríguez      | BRM                  | G     | 1:24,900 | 0:00,900 | 0:03,300 |
| 11 | 9  | Jacky Ickx           | Ferrari              | F     | 1:24,900 | 0:00,000 | 0:03,300 |
| 12 | 6  | Dan Gurney           | Eagle-Weslake        | G     | 1:25,600 | 0:00,700 | 0:04,000 |
| 13 | 12 | Mike Spence          | BRM                  | G     | 1:25,900 | 0:00,300 | 0:04,300 |
| 14 | 22 | Dave Charlton        | Brabham-Repco        | F     | 1:26,200 | 0:00,300 | 0:04,600 |
| 15 | 15 | Ludovico Scarfiotti  | Cooper-Maserati      | F     | 1:26,300 | 0:00,100 | 0:04,700 |
| 16 | 19 | Jo Siffert           | Cooper-Maserati      | F     | 1:26,400 | 0:00,100 | 0:04,800 |
| 17 | 17 | John Love            | Brabham-Repco        | F     | 1:27,000 | 0:00,600 | 0:05,400 |
| 18 | 21 | Jean-Pierre Beltoise | Matra-Ford           | D     | 1:27,200 | 0:00,200 | 0:05,600 |
| 19 | 20 | Joakim Bonnier       | Cooper-Maserati      | F     | 1:27,300 | 0:00,100 | 0:05,700 |
| 20 | 25 | Basil van Rooyen     | Cooper-Climax        | F     | 1:27,800 | 0:00,500 | 0:06,200 |
| 21 | 14 | Brian Redman         | Cooper-Maserati      | F     | 1:28,000 | 0:00,200 | 0:06,400 |
| 22 | 18 | Sam Tingle           | LDS-Repco            | F     | 1:28,600 | 0:00,600 | 0:07,000 |
| 23 | 23 | Jackie Pretorius     | Brabham-Climax       | F     | 1:29,000 | 0:00,400 | 0:07,400 |
| P  | Nr | Kierowca             | Konstruktor(-silnik) | Opony | Czas     | Odstęp   | Strata   |

### Wyścig
| P                 | Nr | Kierowca | Konstruktor          | Opony           | Okr. | Czas / Strata | Komentarz              |                |
| ----------------- | -- | -------- | -------------------- | --------------- | ---- | ------------- | ---------------------- | -------------- |
| 1                 |    | 4        | Jim Clark            | Lotus-Ford      | F    | 80            | 1h53m56s600            |                |
| 2                 |    | 5        | Graham Hill          | Lotus-Ford      | F    | 80            | 1h54m21s900(+0:25,300) |                |
| 3                 |    | 3        | Jochen Rindt         | Brabham-Repco   | G    | 80            | 1h54m27s000(+0:30,400) |                |
| 4                 |    | 8        | Chris Amon           | Ferrari         | F    | 78            | - 2 okr.               |                |
| 5                 |    | 1        | Denny Hulme          | McLaren-BRM     | G    | 78            | - 2 okr.               |                |
| 6                 |    | 21       | Jean-Pierre Beltoise | Matra-Ford      | D    | 77            | - 3 okr.               |                |
| 7                 |    | 19       | Jo Siffert           | Cooper-Maserati | F    | 77            | - 3 okr.               |                |
| 8                 |    | 7        | John Surtees         | Honda           | F    | 75            | - 5 okr.               |                |
| 9                 |    | 17       | John Love            | Brabham-Repco   | F    | 75            | - 5 okr.               |                |
| Niesklasyfikowani |    |          |                      |                 |      |               |                        |                |
|                   |    | 23       | Jackie Pretorius     | Brabham-Climax  | F    | 70            | - 10 okr.              |                |
|                   |    | 6        | Dan Gurney           | Eagle-Weslake   | G    | 58            | - 22 okr.              | wycieki oleju  |
|                   |    | 9        | Jacky Ickx           | Ferrari         | F    | 51            | - 29 okr.              | wycieki oleju  |
|                   |    | 20       | Joakim Bonnier       | Cooper-Maserati | F    | 46            | - 34 okr.              | stracił koło   |
|                   |    | 27       | Jackie Stewart       | Matra-Ford      | D    | 43            | - 37 okr.              | silnik         |
|                   |    | 18       | Sam Tingle           | LDS-Repco       | F    | 35            | - 45 okr.              | przegrzanie    |
|                   |    | 25       | Basil van Rooyen     | Cooper-Climax   | F    | 22            | - 58 okr.              | silnik         |
|                   |    | 11       | Pedro Rodríguez      | BRM             | G    | 20            | - 60 okr.              | układ paliwowy |
|                   |    | 2        | Jack Brabham         | Brabham-Repco   | G    | 17            | - 63 okr.              | silnik         |
|                   |    | 10       | Andrea de Adamich    | Ferrari         | F    | 13            | - 67 okr.              | wypadek        |
|                   |    | 12       | Mike Spence          | BRM             | G    | 8             | - 72 okr.              | układ paliwowy |
|                   |    | 14       | Brian Redman         | Cooper-Maserati | F    | 4             | - 76 okr.              | wycieki oleju  |
|                   |    | 22       | Dave Charlton        | Brabham-Repco   | F    | 3             | - 77 okr.              | dyferencjał    |
|                   |    | 15       | Ludovico Scarfiotti  | Cooper-Maserati | F    | 2             | - 78 okr.              | wypadek        |
| P                 | Nr | Kierowca | Konstruktor          | Opony           | Okr. | Czas / Strata | Komentarz              |                |

### Najszybsze okrążenie
| Nr | Kierowca  | Konstruktor | Opony | Czas     | Okr. |
| -- | --------- | ----------- | ----- | -------- | ---- |
| 4  | Jim Clark | Lotus-Ford  | F     | 1:23,700 | 73   |